# Eisenbahnunfall von Leipzig
Der Eisenbahnunfall von Leipzig war der Frontalzusammenstoß zweier Züge zwischen den Bahnhöfen Leipzig-Mockau und Leipzig Hauptbahnhof am 15. Mai 1960. Mindestens 54 Menschen starben. Er war einer der schwersten Eisenbahnunfälle der Deutschen Reichsbahn nach dem Zweiten Weltkrieg.

## Ausgangslage

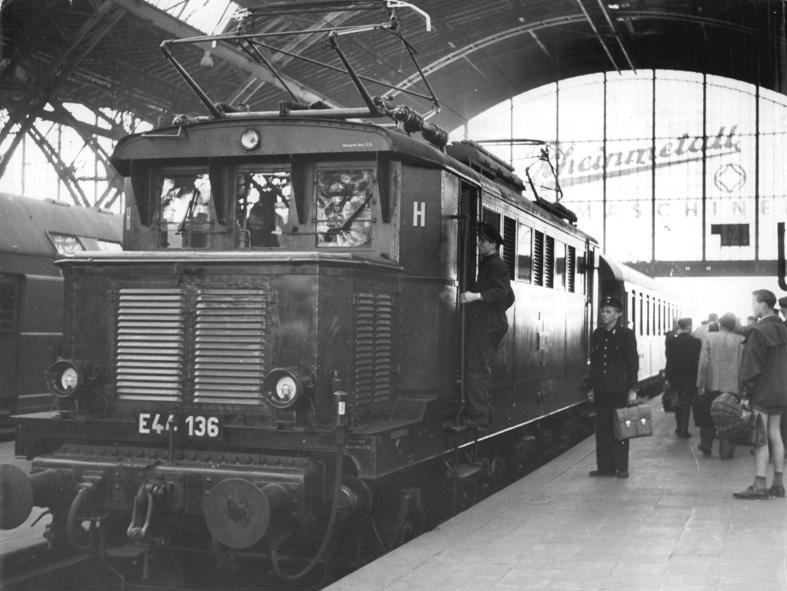
E 44 136, Schwesterlokomotive der verunglückten Lok im Leipziger Hauptbahnhof (1958)

Züge, die aus dem Bahnhof Leipzig Hbf in Richtung Halle ausfuhren, mussten zunächst das Befehlsstellwerk B3 passieren, danach das Wärterstellwerk W7. Beide waren elektromechanische Stellwerke, das Stellwerk B3 ein Vierreihenhebelwerk der Bauform VES.
Gegen 20.20 war der Zug Sg 5556 von Halle über Gleis 9 in Gleis 15 des Leipziger Hauptbahnhofs eingefahren. Gegen 20.20 erteilte der Fahrdienstleiter des Stellwerks B3 dem Wärter des Stellwerks W7 den Auftrag, die Fahrstraße für die Ausfahrt des P 466 aus Gleis 11 nach Halle einzustellen. Der P 466 war mit der Elektrolokomotive E 44 053 bespannt. Gleichzeitig wurde die Einfahrt des mit der E 17 123 bespannten E 237 von Halberstadt erwartet, der über Gleis 9 in Gleis 12 einfahren sollte. Zur für den E 237 einzustellenden Zugfahrstraße gehörte die Weiche 268, die dem P 466 Flankenschutz gewähren sollte und zum Stellbereich des Stellwerks W7 gehörte.

## Unfallhergang
Als die Mitarbeiter die Fahrstraße für den P 466 einstellen wollten, ließ sich die Weiche 268 zwar umstellen, aber das Überwachungsrelais zog nicht an. Dies bedeutete, dass sich das zugehörige Hauptsignal nicht auf Fahrt stellen ließ. Deshalb suchten Mitarbeiter im Stellwerk B 3 nach einer alternativen Fahrstraße für den E 237, welche die gestörte Weiche vermied. Die Mitarbeiter des Stellwerks W 7 beschlossen, den P 466 mit einem schriftlichen Befehl am haltzeigenden Signal vorbeifahren zu lassen: Die Weiche 268 stand ja richtig, nur die Überwachung war gestört. Sie vergaßen aber, die im Fahrweg folgenden Weichen 262 und 263, die seit der Einfahrt des Sg 5556 unverändert lagen, für den P 466 umzustellen. Ohne exakte Fahrwegprüfung gaben sie die Fahrwegsicherungsmeldung an den Fahrdienstleiter ab und dieser stimmte zu, den Zug mit schriftlichem Befehl weiterfahren zu lassen.
Der Fahrdienstleiter ließ den P 466 abfahren. Der Zug kam am haltzeigenden Signal vom Stellwerk W7 zum Stehen, das unter anderem die Weichen 262, 263 und 268 deckte. Ein Mitarbeiter des Stellwerks händigte dem Lokomotivführer vorschriftswidrig den schriftlichen Befehl für die Weiterfahrt aus: Der Befehl hätte zum einen vom Fahrdienstleiter des Stellwerks B3 mit „gezeichnet“ unterschrieben werden müssen. Damit das nicht auffiel, hatten Mitarbeiter des Stellwerks den Befehl mit einer etwa eine Stunde zurückliegenden Uhrzeit ausgestellt. Außerdem gaben sie dem Lokführer gleich beide Ausfertigungen des Befehls, auch diejenige, die der Zugführerin hätte übergeben werden müssen, die sich am Schluss des Zuges im Gepäckwagen aufhielt.
Der Lokomotivführer nahm den Befehl wohl nur oberflächlich zur Kenntnis, jedenfalls fuhr er los. Er fuhr, ohne es zu bemerken, die Weiche 262 auf und gelangte über die weitere Weiche 263 auf das Gleis der Gegenrichtung. Der Lokführer bemerkte das entweder nicht oder reagierte falsch, fuhr weiter und beschleunigte zügig. Hier bestand die Fahrstraße unverändert seit der Einfahrt des Sg 5556, auf der sich der E 237 näherte.
Die Mitarbeiter des Stellwerks W7 beobachteten die Fahrt des P 466 in den unrichtigen Fahrweg und gerieten in Panik. Statt das etwa 500 Meter weiter in Fahrtrichtung des Zuges gelegene Stellwerk B10 – das zwar an Fahrten von und nach Halle nicht beteiligt war, jedoch unmittelbar neben den betroffenen Streckengleisen stand – zu alarmieren, verständigten sie nur ihren Fahrdienstleiter auf dem Stellwerk B3, der aber nichts machen konnte, da er noch weiter vom ausfahrenden Zug entfernt war als das Stellwerk W7.
In der Nähe des Einfahrvorsignals und der Berliner Brücke, auf Höhe der Leipziger Wollkämmerei, stießen die Züge im Bogen frontal zusammen. Mehrere Wagen beider Züge entgleisten.

## Folgen
54 Menschen starben und 240 weitere wurden verletzt. Unter den Toten befanden sich der Lokführer des P 466 und die Eltern des gerade einen Monat alten späteren Malers Neo Rauch.
Um sich zu entlasten, versuchten die Mitarbeiter der Stellwerke, die auf der Durchschrift des Befehls und im Protokollbuch des Stellwerks B3 angegebene, bewusst falsch eingetragene Uhrzeit der Realität anzupassen. Die Fälschung wurde aber erkannt, weil das Original des Befehls aus dem völlig zertrümmerten Führerstand der Lokomotive geborgen werden konnte.
Ministerpräsident Otto Grotewohl erteilte dem Minister für Verkehrswesen Erwin Kramer, der sich noch in der Nacht an den Unfallort begeben hatte, Sondervollmacht und betraute ihn mit der Leitung der Hilfsaktion für die Betroffenen und deren Angehörige.

## Rechtliche Aufarbeitung
Der Unfall wurde vor einer Leipziger Strafkammer verhandelt, der auch zwei Eisenbahner als Schöffen angehörten. Im Rahmen der Ermittlungen waren zahlreiche Nachlässigkeiten des Stellwerkepersonals bekannt geworden, die den Angeklagten jetzt allesamt zur Last gelegt wurden. Das Gericht stufte das Verhalten der Stellwerksmitarbeiter als vorsätzliche Transportgefährdung ein. In der Konsequenz wurden in einem Urteil am 16. Dezember 1960 langjährige Zuchthausstrafen verhängt: für den Signalwärter 15 und den Weichenwärter vom Stellwerk W7 zwölf Jahre. Der Fahrdienstleiter erhielt zehn und sein Helfer acht Jahre; beide waren Mitarbeiter im Stellwerk B3. In der Berufung folgte das Oberste Gericht der DDR diesem Urteil nicht. Es erkannte auf Fahrlässigkeit durch nachlässige Dienstausübung. Entsprechend wurden die Strafmaße erheblich herabgesetzt. Es wurden auch keine Zuchthaus-, sondern nur noch Gefängnisstrafen ausgesprochen. Signal- und Weichenwärter erhielten je fünf Jahre Freiheitsstrafe, der Fahrdienstleiter drei und sein Helfer zwei Jahre.